# Intercable Arena
Die Intercable Arena ist eine Eissporthalle in der südtiroler Stadt Bruneck, Hauptort des Pustertals, Italien. Es ist die Heimspielstätte des Eishockeyclubs HC Pustertal. In der Halle finden neben Eishockeyspielen, auch Eiskunstlauf, Eisstockschießen und Curling statt. Die Eishalle liegt in der Schulzone am westlichen Stadtrand (Waldheim) von Bruneck.

## Geschichte

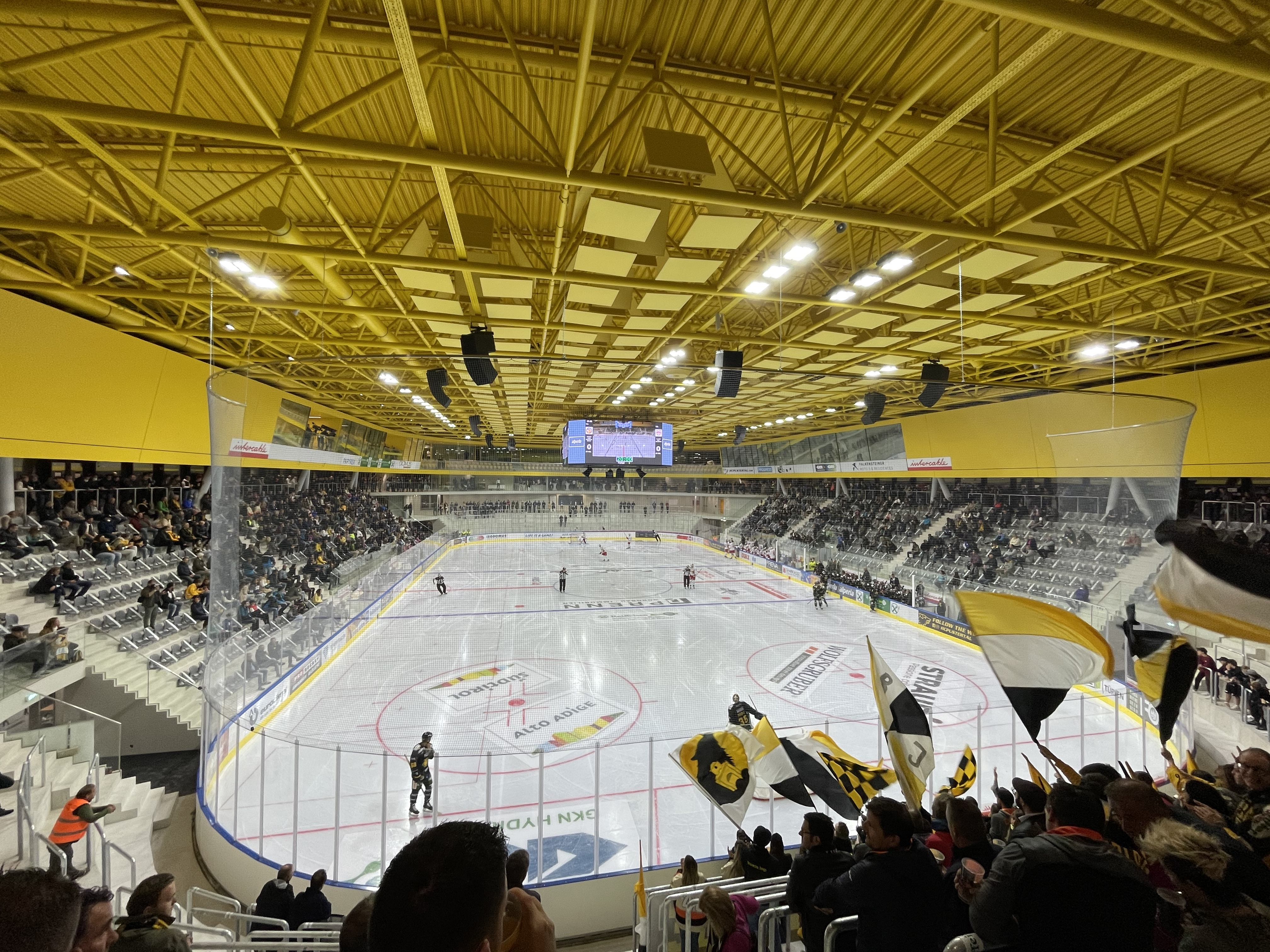
Innenansicht am 1. Oktober 2021 beim Eröffnungsspiel

Da das alte Rienzstadion den Anforderungen schon länger nicht mehr genügte, wurde im Jahr 2011 mit der Ideensammlung für ein neues Stadion begonnen. Zwischen 2012 und 2014 wurden die urbanistischen Voraussetzungen geklärt sowie mit der finanziellen Grobplanung begonnen. Im Frühjahr 2014 wurde ein internationaler Architektenwettbewerb ausgeschrieben, an dem sich 72 Architekturbüros beteiligten. Am 29. Mai 2015 wurde das vom Architekturbüro Cez Calderan Zanovello eingereichte Siegerprojekt gekürt.

### Erbauung
Im Juli 2019 wurde mit den Bauarbeiten begonnen, die offizielle Grundsteinlegung erfolgte am 7. September 2019. Nach mehreren Bauverzögerungen, unter anderem wegen Unwetterschäden im November 2019 sowie im Zuge der Corona-Pandemie, wurde die Intercable Arena im Herbst 2021 fertiggestellt.

### Eröffnungsspiel
Das Eröffnungsspiel fand am 1. Oktober 2021 statt; der HC Pustertal unterlag dem EC Red Bull Salzburg mit 3:4 nach Verlängerung.

## Kapazität
Die Intercable Arena bietet Platz für 3100 Zuschauer, davon 1650 Sitzplätze und 1450 Stehplätze. Bei Konzerten und anderen Anlässen ist die Kapazität auf bis zu 4000 Zuschauer erweiterbar.

## Nutzung
Seit Oktober 2021 ist die Intercable Arena die Heimspielstätte des HC Pustertal, des HC Pustertal Junior, des Puster Ice Clubs, des Curling Clubs Südtirol sowie des Eisstockvereins Bruneck.